# Poté
Poté is een gemeente in de Braziliaanse deelstaat Minas Gerais. De gemeente telt 15.237 inwoners (schatting 2009).

## Aangrenzende gemeenten
De gemeente grenst aan Franciscópolis, Itambacuri, Ladainha, Malacacheta en Teófilo Otoni.